# Hiller X-18
De Hiller X-18 was een experimenteel vrachtvliegtuig (een van de X-vliegtuigen) ontworpen met een kantelvleugel. Dit toestel moest in staat zijn op te stijgen met gebruikmaking van een korte startbaan en verticaal te landen: in het Engels STOVL (Short take-off, vertical landing: korte start, verticaal landen).

## Ontwikkeling

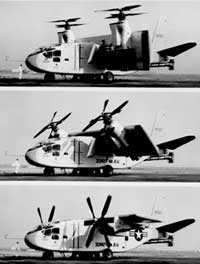
De X-18 met zijn kantelbare vleugels

Het ontwerpen van de X-18 begon in 1955: Stanley Hiller Jr. en zijn Hiller Aircraft Corporation kregen de opdracht en de bijbehorende financiën van de US Air Force om de enige X-18 ooit te bouwen.
Om tijd en kosten uit te sparen werden onderdelen van andere vliegtuigen gebruikt: onder andere een C122 Avitruc-romp. De turboprops kwamen van andere experimentele toestellen, de Lockheed XFV-1 en de Convair XFY-1 Pogo. De driebladige, contra-roterende propellers waren met hun 4,8 meter doorsnede reusachtig; per motor draaiden er twee propellers in tegengestelde richting. De X-18 had in de romp nog een Westinghouse turbofan-motor met de beweegbare uitlaat achteraan het toestel om het stampen te controleren bij lage snelheden.

## Gebruik
De eerste testvlucht vond plaats op 24 november 1959. In totaal werden er, vanaf Edwards Air Force Base, twintig vluchten uitgevoerd. Met het toestel waren flink wat problemen: doordat de gekantelde vleugel als een zeil fungeerde, was het toestel erg gevoelig voor windstoten. Daarbij waren de turbopropmotoren niet met elkaar verbonden: een storing in een van beide gaf snel het risico van neerstorten.
Tijdens de twintigste en laatste vlucht was er een storing in de controle over de hoek van de bladen van een van de propellers. Op dat moment zweefde de X-18 op ongeveer 3000 m; het toestel raakte in een tolvlucht, maar kon opnieuw onder controle worden gebracht. De landing was succesvol, maar de X-18 heeft nooit meer gevlogen. Er werden hierna nog tests op de grond gedaan naar de werking van kantelvleugels: er werd hiervoor een stilstaand onderstel gebouwd voor de X-18. Toen ook hier een ongeluk mee gebeurde was het toestel dermate beschadigd dat men het X-18-programma op 18 januari 1964 volledig schrapte. De X-18 zelf verdween naar de schroothoop.

## Vergelijkbare vliegtuigen
- LTV XC-142
- Canadair CL-84